# Yuna Itō
Yuna Itō (jap. 伊藤由奈 Itō Yuna; ur. 20 września 1983 w Los Angeles (Kalifornia, USA)) – japońska piosenkarka i aktorka. Pochodzi z rodziny japońsko-koreańsko-amerykańskiej. Popularność zdobyła dzięki debiucie w filmie NANA oraz wykonaniu utworu Endless Story wchodzącego w skład ścieżki dźwiękowej do tegoż filmu.

## Kariera i życie osobiste
Yuna Itō urodziła się w Los Angeles, w Stanach Zjednoczonych, jako córka Japończyka i Koreanki. Trzy miesiące później jej rodzina przeniosła się na Hawaje, gdzie Yuna mieszkała do momentu rozpoczęcia kariery muzycznej w Japonii. Już we wczesnym dzieciństwie marzyła o karierze wokalistki słuchając i śpiewając piosenki Mariah Carey i Janet Jackson. W 2001 r. ukończyła McKinley High School w Honolulu. Na początku 2005 r. wzięła udział w przesłuchaniach do filmu NANA, starając się o rolę charyzmatycznej wokalistki zespołu Trapnest imieniem Reira, którą ostatecznie otrzymała. Wiązało się z tym nagranie singla Endless Story, który zajął drugie miejsce w rankingu Oricon, tuż za Glamorous Sky (wykonanie Mika Nakashima) – drugim przebojem z filmu NANA.
Po premierze filmu Japończycy oszaleli na punkcie głosu Itō, a jej singel już pierwszym dniu sprzedaży osiągnął drugie miejsce na listach sprzedaży Oricon, by później znacznie prześcignąć singel Glamorous Sky – ponad 450 tys. sprzedanych egzemplarzy. Yuna zaczęła pojawiać się na okładkach magazynów, plakatach i wkrótce wystąpiła po raz pierwszy w japońskiej telewizji MUSIC STATION.
W marcu 2006 wydany został drugi singel, zatytułowany Faith/Pureyes. Piosenka Faith pochodzi z TV dramy UNFAIR, a Pureyes została skomponowana do reklamy Bioclean Zero. Singel został wyprzedany w ilości 50 tys. egzemplarzy, co było sporym rozczarowaniem w porównaniu z komercyjnym sukcesem poprzedniego.
Trzeci singel Precious z tytułowym utworem ze ścieżki dźwiękowej do filmu LIMIT OF LOVE Umizaru (jap. LIMIT OF LOVE 海猿) okazał się drugim co do wielkości sukcesem Itō. Został wyprzedany w ilości ponad 200 tys. egzemplarzy, a ponadto utwór tytułowy był najczęściej pobieranym w Japonii w pierwszej połowie 2006 r. Dwa kolejne utwory z tego singla I'm free oraz Secrects są współautorstwa Yuny.
Kolejne dwa single, to Stuck on you, zawierający jej wykonanie utworu These Boots Are Made for Walkin, nagrany na potrzeby reklamy dla firmy Daihatsu, oraz losin', będący motywem końcowym dla japońskiej wersji popularnego serialu telewizyjnego Lost (pol. Zagubieni).
4 sierpnia 2006 roku japońskie studio filmowe Toho ogłosiło, że w sequelu NANY rolę Reiry Serizawy również zagra Yuna Itō, a ponadto rola ta będzie bardziej znacząca niż w pierwszej części. Premiera singla Truth, związanego z filmem, odbyła się 6 grudnia, a premiera filmu NANA2 9 grudnia 2006.
4 grudnia 2006 r. firma Sony Music przekazała informację, że 24 stycznia 2007 będzie miała miejsce premiera debiutanckiego albumu Yuny – Heart..., którego wydanie specjalne będzie zawierało także płytę DVD z teledyskami do sześciu utworów.
W 2008 roku zaśpiewała z Celine Dion w Madison Square Garden w Nowym Jorku.

## Znaczenie imienia
Itō (jap. 伊藤) jest na szóstym miejscu w rankingu popularnych japońskich nazwisk. Złożone jest ze znaków kanji, z których pierwszy oznacza tamten / tamta, a drugi wisteria.
Yuna (jap. 由奈) jest również popularnym w Japonii imieniem. Pierwsze kanji oznacza powód/przyczynę lub znaczenie. Drugie kanji najczęściej jest stosowane w imionach z przyczyn czysto fonetycznych, jednak może też oznaczać co?. Yuna jest także bardzo popularnym koreańskim imieniem, jednakże to nadane Yunie Itō przez rodziców nie posiada koreańskiego źródłosłowu.
W krajach azjatyckich zwyczajowo nazwisko występuje przed imieniem, dlatego zapis na styl zachodni Yuna Itō, czytany łącznie, nabiera dla Japończyków dodatkowego znaczenia: yuunaito (jap. ユウナイト) to zapożyczenie z angielskiego unite, czyli jedność/jednoczyć.

## Dyskografia

### Albumy
| Album | Informacja | Sprzedaż                   |
| ----- | --- | -------------------------- |
| 1.    | Heart - Premiera: 24 stycznia 2007 - Oricon Top 200 Weekly Peak: #1 - Oricon Top 200 Monthly Peak: #14 - Utrzymał się na liście przez 47 tygodni - Uzyskał statut podwójnej platynowej płyty | 530 000+ sprzedanych kopii |
| 2.    | Wish - Premiera: 20 lutego 2008 - Oricon Top 200 Weekly Peak: #3 - Oricon Top 200 Monthly Peak: #10 - Utrzymał się na liście ponad 15 tygodni - Uzyskał statut złotej płyty                  | 105 000+ sprzedanych kopii |
| 3.    | Dream - Premiera: 27 maja 2009 - Oricon Top 200 Daily Peak: #4 - Oricon Top 200 Weekly Peak: #7 - Oricon Top 200 Monthly Peak: #20                                                           | 35 226+ sprzedanych kopii  |

### Single
| Singiel #   | Informacja | Sprzedaż |
| ----------- | --- | -------- |
| Debiut / 1. | Endless Story - Premiera: 7 września 2005 - Oricon Top 200 Weekly Peak: #2 - Statut podwójnie platynowej płyty - REIRA starring YUNA ITO (Featured in NANA)                                              | 471 974  |
| 2.          | Faith/Pureyes - Premiera: 1 marca 2006 - Oricon Top 200 Weekly Peak: #6 - Statut złotej płyty | 56 359   |
| 3.          | Precious - Premiera: 3 maja 2006 - Oricon Top 200 Weekly Peak: #3 - Statut platynowej płyty | 218 183  |
| 4.          | stuck on you - Premiera: 9 kwietnia 2006 - Oricon Top 200 Weekly Peak: #20 | 15 980   |
| 5.          | losin' - Premiera: 6 września 2006 - Oricon Top 200 Weekly Peak: #19 | 10 484   |
| 6.          | Truth - Premiera: 6 grudnia 2006 - Oricon Top 200 Weekly Peak: #10 - Statut złotej płyty - REIRA starring YUNA ITO (Featured in NANA 2)                                                                  | 46 780   |
| 7.          | I'm Here - Premiera: 14 marca 2007 - Oricon Top 200 Weekly Peak: #15 - Statut złotej płyty | 36 634   |
| 8.          | Mahaloha - Premiera: 27 czerwca 2007 - Oricon Top 200 Weekly Peak: #5 - Statut złotej płyty | 43 233   |
| 9.          | Urban Mermaid - Premiera: 24 października 2007 - Oricon Top 200 Weekly Peak: #10 | 23 833   |
| 10.         | Anata ga iru kagiri ~A WORLD TO BELIEVE IN~ (jap. あなたがいる限り 〜A WORLD TO BELIEVE IN〜) - Premiera: 16 stycznia 2008 - Duet z Céline Dion z albumu Taking Chances - Oricon Top 200 Weekly Peak: #8 | 24 105   |
| 11.         | miss you - Premiera: 3 września 2008 - Oricon Top 200 Weekly Peak: #20 | 8 879    |
| 12.         | Koi wa groovy x2 (jap. 恋はgroovy×2) - Premiera: 26 listopada 2008 - Oricon Top 200 Weekly Peak: #44 | 5 080    |
| 13.         | trust you - Premiera: 4 marca 2009 - Oricon Top 200 Weekly Peak: 36 | 4 001    |
| 12.         | Mamotte agetai (jap. 守ってあげたい) - Premiera: 3 listopada 2010 | 2 722    |

- Całkowita sprzedaż: 1 676 787 sprzedanych kopii

### Inne
- Heal feat. Yuna Itō, WISE, PJ, BIGGA RAIJI and Primary Color Allstar

album Laid Back – Micro of Def Tech
- MY HEART WILL GO ON

album Tribute to Celine Dion – różni artyści
- ima demo zutto Spontania feat. Yuna Ito (jap. 今でもずっと feat. 伊藤由奈) – singiel

## Filmografia
- NANA – jako REIRA (jap. 芹澤レイラ Serizawa Reira) (2005)
- NANA II – jako REIRA (jap. 芹澤レイラ Serizawa Reira) (2006)

## Nagrody i wyróżnienia
- Najlepszy debiutujący artysta (Best Hit Kayousai 2005, 21.11.2005)
- Najlepszy debiutujący artysta (Japan Cable Awards 2005, 17.12.2005)
- Nagroda specjalna za rolę w filmie NANA (47th Japan Record Awards, 31.12.2005)
- Najlepszy debiutujący artysta (Japan Gold Disc Award 2006, 9.3.2006)
- Złota Nagroda (Best Hit Kayousai 2006, 20.11.2006)
- Nagroda Publiczności (39th Yūsen Taishō, 12.16.2006)
- Najlepsza wokalistka z Japonii buzzAsia (MTV Video Music Awards Japan, 05.25.2007)